# Arne Svingen
Arne Svingen, född 10 juli 1967 i Oslo, är en norsk författare och journalist. Han har sedan sin litterära debut 1999 varit mycket produktiv och gett ut böcker inom en rad olika genre, men mest känd är han för sina böcker för barn- och ungdomar. Han sitter i Norske Barne- og Ungdomsbokforfatteres styrelse och var under en period redaktör för tidskriften Forfatteren.
Arne Svingen dubbeldebuterade med romanerna Handlingens mann och Flekken 1999. Den första ungdomsromanen, Karisma, kom 2002 och handlar om hur tuff musikbranschen kan vara för unga, naiva tjejer som drömmer om att bli popstjärnor. Under de få år han har varit författare, har han redan hunnit ge ut ett 50-tal böcker. Han har mest skrivit barnböcker, men också radioteater, ungdoms- och vuxenböcker samt en reseskildring från Iran tillsammans med Christopher Grøndahl.  
Arne Svingen mottog Bragepriset för ungdomsromanen Svart elfenben 2005. Han har också fått bland annat Skolebibliotekarforeningens litteraturpris 2007 för sitt samlade författarskap av barn- och ungdomsböcker.
Arne Svingen har även gjort ungdomsboken Balladen om en bruten näsa som vunnit tre priser.

## Priser och utmärkelser
- 2005 – Bragepriset för Svart elfenben
- 2007 – Skolbibliotekarieföreningens litteraturpris för sitt samlade författarskap av barn- och ungdomsböcker
- 2012 – Kulturdepartementets litteraturpris för Sangen om en brukket nese